# 1987: When the Day Comes
Pour plus de détails, voir Fiche technique et Distribution.
1987: When the Day Comes (1987 en Corée du Sud) est un drame historique sud-coréen réalisé par Jang Joon-hwan, sorti en 2017. L'histoire s'inspire des manifestations démocratiques de juin en 1987 à la veille des Jeux Olympiques d'été de Séoul.
Il n'arrive premier au box-office sud-coréen de 2018 que pendant sa troisième semaine, en raison de la concurrence d'Along With the Gods : Les Deux Mondes.

## Synopsis
En 1987, durant les manifestations démocratiques de juin, l'étudiant et militant pro-démocratie Park Jong-chul est arrêté par la police, puis torturé à mort. La police et le gouvernement tentent ensuite d'étouffer son cas, mais des médias et d'autres étudiants se mobilisent pour faire éclater la vérité.

## Fiche technique
- Titre original : 1987
- Titre international : 1987: When the Day Comes
- Réalisation : Jang Joon-hwan
- Scénario : Kim Kyung-chan
- Direction artistique : Kim Siyun
- Photographie : Kim Woo-hyung
- Montage : Yang Jin-mo
- Musique : Kim Tae-seong
- Société de production : Woojeung Film
- Société de distribution : CJ Entertainment
- Pays d'origine :  Corée du Sud
- Langue originale : coréen
- Format : couleur — 1,85:1
- Genres : film historique, drame
- Durée : 129 minutes
- Dates de sortie :
  - Corée du Sud : 27 décembre 2017
  - France : 1er novembre 2018 (Festival du film coréen à Paris)[2]

## Distribution
- Kim Yoon-seok : le chef Park
- Ha Jeong-woo : le procureur Choi
- Yoo Hae-jin : Han Byung-yong
- Kim Tae-ri : Yeon-hee
- Park Hee-soon (en) : Jo Ban-jang
- Lee Hee-joon (en) : Yoon Sang-sam

- Park Kyung-hye : Jeong-mi
- Choi Kwang-il : Ahn Yoo
- Yoo Jung-ho : un journaliste
- Hyun Bong-shik : Park Won-taek
- Jo Woo-jin : l'oncle de Park Jong-chul
- Ko Chang-seok
- Woo Hyun
- Yoo Seung-mok

- Kang Dong-won : Lee Han-yeol
- Seol Kyeong-gu : une figure de l'opposition
- Yeo Jin-goo : Park Jong-chul
- Oh Dal-soo[3]
- Kim Eui-sung[3]
- Moon Sung-keun[3]

## Tournage
Le tournage a lieu du 20 avril au 27 août 2017,,.